# Smittina landsborovii
Smittina landsborovii är en mossdjursart som först beskrevs av Johnston 1847.  Smittina landsborovii ingår i släktet Smittina och familjen Smittinidae. Arten är reproducerande i Sverige. Inga underarter finns listade i Catalogue of Life.